# Dorcadion moreanum
Dorcadion moreanum là một loài bọ cánh cứng trong họ Cerambycidae.